# Eutreta oregona
Eutreta oregona är en tvåvingeart som beskrevs av Charles Howard Curran 1932. Eutreta oregona ingår i släktet Eutreta och familjen borrflugor. Inga underarter finns listade i Catalogue of Life.